# Ferrovia Tangeri-Oujda
La ferrovia Tangeri–Oujda è una delle direttrici ferroviarie principali del Marocco. È una ferrovia a scartamento normale elettrificata a 3000 volt, corrente continua, fino a Fes; il restante tratto fino a Oujda è a trazione diesel.
Il percorso collega Tangeri, sull'oceano Atlantico, a Oujda, sul mar Mediterraneo, dopo aver percorso la maggior parte del tracciato all'interno del Paese per raggiungere Fes. A Sidi Kacem la linea si dirama per Casablanca e Marrakech.